# Ryan Donato
Ryan Nicholas Donato (* 9. April 1996 in Boston, Massachusetts) ist ein US-amerikanischer Eishockeyspieler, der seit Juli 2023 bei den Chicago Blackhawks aus der National Hockey League (NHL) unter Vertrag steht und dort auf der Position des Centers spielt. Zudem vertrat Donato die Nationalmannschaft der Vereinigten Staaten bei den Olympischen Winterspielen 2018 sowie bei der Weltmeisterschaft 2021, bei der er mit dem Team die Bronzemedaille gewann und ist.

## Karriere

### Jugend
Ryan Donato wurde in Boston geboren, als sein Vater Ted Donato dort für die Boston Bruins in der National Hockey League (NHL) aktiv war. In seiner Jugend besuchte er die Dexter School, eine Privatschule in Brookline, für deren Eishockey-Team der Angreifer von 2011 bis 2015 in der regionalen High-School-Liga auflief. Zudem kam er vereinzelt im USA Hockey National Team Development Program zum Einsatz, der zentralen Talenteschmiede des US-amerikanischen Eishockeyverbands USA Hockey, ohne sich dort jedoch dauerhaft etablieren zu können. Im NHL Entry Draft 2014 wählten ihn die Boston Bruins an 56. Position aus, wobei er zum am höchsten gedrafteten High-School-Spieler dieses Draft-Jahrgangs wurde. In der Saison 2014/15 spielte er zudem für die Omaha Lancers in der United States Hockey League (USHL), der höchsten Juniorenliga des Landes.
Zum Herbst 2015 schrieb sich Donato an der Harvard University ein und begann dort ein Soziologie-Studium, während er parallel dazu für die Harvard Crimson in der ECAC Hockey am Spielbetrieb der National Collegiate Athletic Association (NCAA) teilnahm. Dort wurde er von seinem Vater trainiert, der bereits seit 2004 als Cheftrainer des Teams fungiert. Auch in Harvard etablierte sich der Center als regelmäßiger Scorer, so kam er in der Spielzeit 2016/17 auf 40 Scorerpunkte in 36 Spielen, gewann mit den Crimson die Meisterschaft der ECAC und wurde ins Second All-Star Team berufen. Darüber hinaus wurde der Angreifer als einer von drei Finalisten für den Hobey Baker Memorial Award nominiert, der den besten College-Spieler des Landes ehrt; diesen gewann in der Folge allerdings Adam Gaudette.

### NHL
Am 19. März 2018 wurde bekannt, dass Donato bei den Bruins einen Einstiegsvertrag über zwei Jahre unterschrieben hatte. Am selben Tag gab er im Spiel gegen die Columbus Blue Jackets sein NHL-Debüt, wobei ihm ein Tor und zwei Vorlagen gelangen.
Letztlich verbrachte Donato lediglich elf Monate im Franchise der Bruins und absolvierte dabei im Verlauf der Spielzeit 2018/19 auch immer wieder Partien für das Farmteam Providence Bruins in der American Hockey League (AHL). Im Februar 2019 transferierte ihn die Organisation gemeinsam mit einem konditionalen Fünftrunden-Wahlrecht im NHL Entry Draft 2019, das zu einem Viertrunden-Pick werden kann, sofern Boston die zweite Runde der Stanley-Cup-Playoffs 2019 erreicht, zu den Minnesota Wild. Diese gaben im Gegenzug Charlie Coyle nach Beantown ab. In Minnesota verbrachte er etwa eineinhalb Spielzeiten, ehe das Management ihn im Oktober 2020 im Tausch für ein Drittrunden-Wahlrecht im NHL Entry Draft 2021 zu den San Jose Sharks schickte. Nachdem der US-Amerikaner dort seinen Vertrag erfüllt hatte, wechselte er im September 2021 als Free Agent zu den neu gegründeten Seattle Kraken. Dort erzielte er zum Saisonbeginn das erste Tor der Franchise-Geschichte. Nach zwei Jahren bei den Kraken wechselte er dann, abermals als Free Agent, im Juli 2023 zu den Chicago Blackhawks. Dort steigerte er seine persönliche Statistik zur Saison 2024/25 deutlich auf einen neuen Bestwert von 62 Punkten in 80 Partien.

### International
Sein Debüt gab Donato auf internationaler Ebene bei der U20-Weltmeisterschaft 2016, wobei er mit der U20-Nationalmannschaft die Bronzemedaille gewann. Ende Dezember 2017 wurde bekanntgegeben, dass Donato zum Aufgebot der USA bei den Olympischen Winterspielen 2018 gehören soll. Dabei profitierte er von der Entscheidung der National Hockey League, die Saison für diese Olympiade nicht zu unterbrechen und ihre Spieler somit für eine Teilnahme zu sperren. Er hatte noch keinen Vertrag bei den Boston Bruins unterzeichnet und war einer von vier College-Spielern im Team. In Pyeongchang belegte die Mannschaft schließlich den siebten Platz, wobei Donato gemeinsam mit Ilja Kowaltschuk und Kirill Kaprisow mit fünf Treffern bester Torschütze des Turniers wurde.
Drei Jahre später vertrat er das Team USA bei der Weltmeisterschaft 2021 und gewann dort abermals eine Bronzemedaille.

## Erfolge und Auszeichnungen
- 2017 Whitelaw-Cup-Gewinn mit der Harvard University
- 2017 ECAC Second All-Star Team
- 2018 Finalist um den Hobey Baker Memorial Award

### International
- 2016 Bronzemedaille bei der U20-Weltmeisterschaft
- 2018 Bester Torschütze der Olympischen Winterspiele (gemeinsam mit Ilja Kowaltschuk und Kirill Kaprisow)
- 2021 Bronzemedaille bei der Weltmeisterschaft

## Karrierestatistik
Stand: Ende der Saison 2024/25

### International
Vertrat die USA bei:
- U20-Weltmeisterschaft 2016
- Olympischen Winterspielen 2018
- Weltmeisterschaft 2021

(Legende zur Spielerstatistik: Sp oder GP = absolvierte Spiele; T oder G = erzielte Tore; V oder A = erzielte Assists; Pkt oder Pts = erzielte Scorerpunkte; SM oder PIM = erhaltene Strafminuten; +/− = Plus/Minus-Bilanz; PP = erzielte Überzahltore; SH = erzielte Unterzahltore; GW = erzielte Siegtore; 1 Play-downs/Relegation; Kursiv: Statistik nicht vollständig)

## Persönliches
Sein Vater Ted Donato absolvierte über 800 Spiele in der National Hockey League (NHL) und vertrat die USA ebenfalls bei Olympischen Spielen. Sein Bruder Jack Donato (* 1997) ist auch Eishockeyspieler und läuft seit 2017 für die Harvard University auf.